# Храм на Веспасиан и Тит
Храмът на Веспасиан (templum divi Vespasiani), разположен в западната част на Римския форум е започнат от Тит след смъртта на баща му - Веспасиан и е завършен и посветен на Тит и Веспасиан от брат му - Домициан, след като Тит умира две години по-късно. Част от фризовете са запазени в разположения наблизо Табулариум, част от Музея на Капитолия (Musei Capitolini).